# 阿加西斯鎮區 (明尼蘇達州拉基帕爾縣)
阿加西斯鎮區（英語：Agassiz Township）是位於美國明尼蘇達州拉基帕爾縣的一個行政鎮區。

## 地方資料
阿加西斯鎮區的面積為96.59平方千米，當中陸地面積為89.36平方千米，而水域面積為7.23平方千米。根據2020年美國人口普查的數據，當地共有人口94人，而人口密度為每平方千米0.97人。